# Хагалі
Хагалі (англ. Huguley) — переписна місцевість (CDP) в США, в окрузі Чемберс штату Алабама. Населення — 2470 осіб (2020).

## Географія
Хагалі розташоване за координатами 32°50′35″ пн. ш. 85°14′22″ зх. д. / 32.84306° пн. ш. 85.23944° зх. д. (32.842981, -85.239365).  За даними Бюро перепису населення США в 2010 році переписна місцевість мала площу 21,62 км², уся площа — суходіл.

## Демографія
Згідно з переписом 2010 року, у переписній місцевості мешкало 2540 осіб у 1029 домогосподарствах у складі 707 родин. Густота населення становила 117 осіб/км².  Було 1153 помешкання (53/км²).
Расовий склад населення:
| - 73,0 % — білих - 25,0 % — чорних або афроамериканців - 0,6 % — корінних американців - 0,2 % — азіатів |

До двох чи більше рас належало 0,7 %. Частка іспаномовних становила 1,2 % від усіх жителів.
За віковим діапазоном населення розподілялося таким чином: 23,8 % — особи молодші 18 років, 60,8 % — особи у віці 18—64 років, 15,4 % — особи у віці 65 років та старші. Медіана віку мешканця становила 40,6 року. На 100 осіб жіночої статі у переписній місцевості припадало 94,8 чоловіків;  на 100 жінок у віці від 18 років та старших — 90,8 чоловіків також старших 18 років.
Середній дохід на одне домашнє господарство  становив 48 885 доларів США (медіана — 42 063), а середній дохід на одну сім'ю — 64 138 доларів (медіана — 58 750). Медіана доходів становила 40 457 доларів для чоловіків та 28 070 доларів для жінок. За межею бідності перебувало 16,3 % осіб, у тому числі 28,7 % дітей у віці до 18 років та 14,2 % осіб у віці 65 років та старших.
Цивільне працевлаштоване населення становило 1304 особи. Основні галузі зайнятості: виробництво — 32,1 %, роздрібна торгівля — 14,0 %, освіта, охорона здоров'я та соціальна допомога — 12,2 %.